# مبادرة الملك فهد للسلام

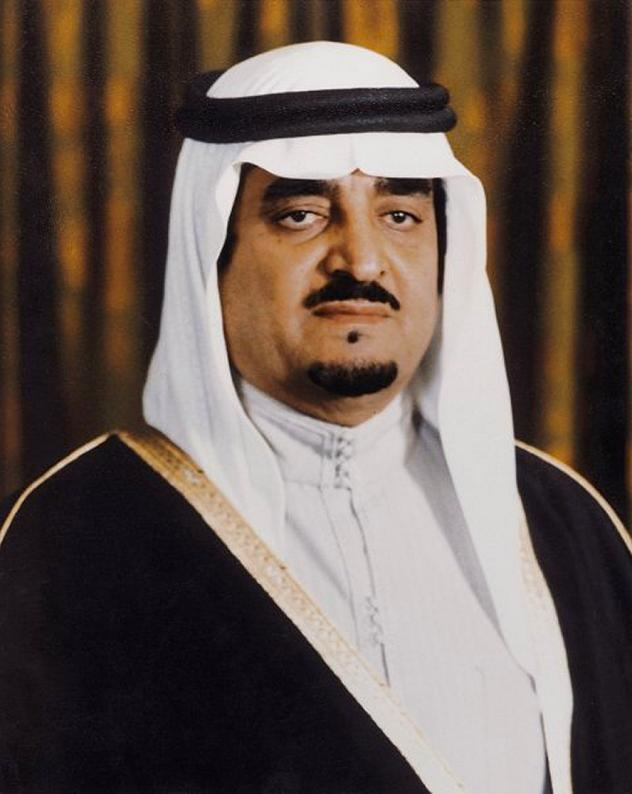
الملك فهد صاحب مبادرة السلام ومبادرة فاس عام 1981 حينما كان ولي للعهد آنذاك.

خطة السلام فهد، المعروفة أيضًا باسم مبادرة السلام فهد ومبادرة فاس، كانت مقترح للسلام قدمه ولي العهد السعودي آنذاك فهد بن عبد العزيز في عام 1981، وقد تم تقديمه رسميًا خلال قمة جامعة الدول العربية في مدينة فاس بالمغرب في نوفمبر من ذلك العام.
ربما كانت أول محاولة لحل النزاع بعد معاهدة السلام بين مصر وإسرائيل في عام 1979، وكانت الخطة مصممة لحل الصراع العربي الإسرائيلي وتحقيق السلام الدائم في المنطقة.
وتتألف الخطة من مقترح يتألف من ثمانية نقاط، وقد اقترحت أن "يجب أن تكون جميع الدول في المنطقة قادرة على العيش في سلام في المنطقة".[3] ضمن أحكامها، تضمنت انسحاب إسرائيل من "جميع الأراضي العربية المحتلة في عام 1967"، بما في ذلك القدس العربية، وتفكيك المستوطنات الإسرائيلية التي تم بناؤها على "أراض عربية" بعد عام 1967، وضمان "حرية العبادة لجميع الأديان في الأماكن المقدسة"، وتأكيد "حق الشعب العربي الفلسطيني في العودة إلى منازلهم وتعويض أولئك الذين لا يرغبون في العودة"، وإنشاء "دولة فلسطينية مستقلة" مع القدس عاصمة لها ووضع الضفة الغربية وقطاع غزة تحت "رعاية الأمم المتحدة لمدة لا تتجاوز عدة أشهر".
تم تقديم خطة السلام فهد في القمة الثامنة لجامعة الدول العربية في مدينة فاس بالمغرب في نوفمبر 1981، وأثارت اختلافات بين الأطراف. ولم تتم المصادقة عليها إلا خلال جلسات القمة الثانية عشرة للمنظمة، التي عقدت مرة أخرى في فاس في سبتمبر 1982، عندما تم تضمين إشارة إلى منظمة التحرير الفلسطينية، وأصبحت الموقف الرسمي للدول العربية بشأن النزاع.
ومع ذلك، لم تقبل حكومة إسرائيل في ذلك الوقت، بقيادة مناحيم بيجين، الخطة ورفضت أحكامها.
ومع ذلك، أرست خطة السلام فهد أساسًا لمزيد من المناقشات حول السلام في الشرق الأوسط وأثرت على مبادرات السلام الأخرى في المنطقة، مثل مبادرة السلام العربية لعام 2002، التي تهدف أيضًا إلى حلا شاملا للصراع الإسرائيلي الفلسطيني.